# Gleirschtal (Karwendel)
Gleirschtal är en dal i Österrike.   Den ligger i förbundslandet Tyrolen, i den västra delen av landet, 400 km väster om huvudstaden Wien.
I omgivningarna runt Gleirschtal växer i huvudsak barrskog. Runt Gleirschtal är det tätbefolkat, med 530 invånare per kvadratkilometer.